# FNNテレビ静岡スーパータイム
『FNNテレビ静岡スーパータイム』（エフエヌエヌ テレビしずおかスーパータイム）は、1984年10月1日から1997年3月30日までテレビ静岡で放送されていた夕方のローカルワイドニュース番組である（『FNNスーパータイム』の静岡県ローカルパート扱い）。

## 概要
1984年10月の『FNNスーパータイム』開始に合わせ、全国ニュースの『FNNニュースレポート6:00』と『テレビ静岡ニュースプラザ』が統合し、1時間に拡大して始まった。
1984年10月当時『スーパータイム』と同じタイトルを使用したローカルニュースは、番組開始当初はテレビ静岡以外では、テレビ愛媛（『スーパータイムEBC600』）、テレビ西日本（『TNCスーパータイム NEWS&SPORTS』）、鹿児島テレビ放送（『KTSスーパータイム NEWS&SPORTS』）と合わせて4局しかなかった。この内、『スーパータイム』オリジナルのタイトルロゴを用いたのは、テレビ静岡とテレビ愛媛だけだった。
オープニングと提供クレジット（フジテレビ側の回線画面に一旦切り替え）の表示が終わった後、まずテレビ静岡のスタジオから簡単にニュースを1項目伝え、フジテレビ発のスーパータイムとテレビ静岡からのローカルニュースのヘッドライン数項目を伝え、本編に入る。
番組の開始当初、テレビ静岡本社にはスタジオが1つ（Aスタジオ）しかなく、番組セットも半常設状態（番組放送時以外には一部を除いて撤収）であった。1985年2月に本社敷地内に新館が増築され、そこに報道スタジオが新設された（報道部も同時に移転）。報道スタジオの正式稼働を機に、フジテレビの番組セットを模した新たなセットが報道スタジオに常設された。ただし、キャスターは座って伝えるスタイルを取った。

## キャスター
曜日別に、各男女2人のペアが担当。鈴井以外はいずれも当時のテレビ静岡アナウンサー。
- 鈴井慎一（当時報道部デスク）
- 繩田広
- 春日美奈子
- 内山久美子

## 放送時間

### 月-金曜版
- 月曜日 - 金曜日 18:00 - 18:55（1984年10月1日 - 1997年3月28日）

### 週末版
- 土曜日 18:00 - 18:30、日曜日 17:30 - 18:00（1985年4月6日 - 1997年3月30日）